# Ouled Brahim (Saida)
Ouled Brahim è un comune dell'Algeria, situato nella provincia di Saida.